# MG ES5
L'ES5 est un SUV électrique produit à partir de 2024 par le constructeur automobile britannique MG Motor, appartenant au chinois SAIC.

## Présentation
La MG ES5 est présentée en Chine le 21 octobre 2024.

## Caractéristiques techniques
La MG ES5 repose sur la plateforme technique Modular Scalable Platform (MSP) inaugurée par la MG 4.

### Motorisations
Le SUV reçoit un moteur électrique de 125 kW (170 ch) et 250 N m de couple alimenté par une batterie LFP produite par Contemporary Amperex Technology (CATL), d'une capacité de 49,1 ou 62,2 kW.

## Finitions
- Confort
- Luxury